# باس هیل، نیو ساوت ولز
باس هیل (به انگلیسی: Bass Hill) یک حومه شهر در استرالیا است که در نیو ساوت ولز واقع شده‌است.